# Nargis (actrice)
Nargis Dutt (Hindi: नरगिस दत्त, Calcutta, 1 juni 1929 - Bombay, 3 mei 1981), geboren als Fatima Rashid, was een Indiaas actrice. Nargis wordt bestempeld als een van de belangrijkste actrices in de geschiedenis van Bollywood.

## Biografie
Nargis werd op 1 juni 1929 als dochter van een gezin van Punjabi moslims geboren. Haar vader Abdul Rashid, voorheen Mohanchand Uttamchand ("Mohan Babu") geheten, was oorspronkelijk een hindoe uit Rawalpindi, die zich tot de islam had bekeerd. Haar moeder was Jaddanbai, één van de pioniers van de Indiase filmindustrie.

## Carrière
Nargis maakte haar filmdebuut op 5-jarige leeftijd in 1935 met de film ‘Talash-E-Haq’ (1935) waar haar moeder een rol in speelde maar ook producent en componist van was. Haar intrede in de filmindustrie werd echter pas officieel met de film Tamanna (1942).
In 1943, op 14-jarige leeftijd, speelde ze in de film Taqdeer van filmmaker Mehboon Khan. Daarna speelde ze in de film Humayun (1945), gevolgd door de films Mela, Anokha Pyar en Aag, allemaal in 1948. De eerste twee films waren met Dilip Kumar en de laatste was in samenwerking met Raj Kapoor.
Kort voor haar overlijden werd ze verkozen voor de Rajya Sabha, maar kon dat vanwege haar ziekte niet voortzetten.

## Privéleven
In de jaren 40-50 had Nargis een relatie met acteur Raj Kapoor, die destijds getrouwd was en al 3 kinderen had. Nadat hij weigerde van zijn vrouw te scheiden, beëindigde Nargis hun negen jaar durende relatie.
Nargis trouwde op 11 maart 1958 met acteur Sunil Dutt, een Punjabi-hindoe. Ze bekeerde zich na haar huwelijk tot het hindoeïsme. Nargis en Sunil Dutt kregen drie kinderen: zoon Sanjay (geb. 1959), dochter Namrata (geb. 1962) en dochter Priya (geb. 1966).
In augustus 1980 werd bij Nargis alvleesklierkanker gediagnosticeerd. Ze stierf op 3 mei 1981 aan de gevolgen van deze ziekte.

## Filmografie
- Talashe Haq (1935)
- Madam Fashion (1936)
- Taqdeer (1943)
- Humayun (1945)
- Bisvi Sadi (1945)
- Ramayani (1945)
- Nargis (1946)
- Mehandi (1947)
- Mela (1948)
- Anokha Pyar (1948)
- Anjuman (1948)
- Aag (1948)
- Roomal (1949)
- Lahore (1949)
- Darogaji (1949)
- Barsaat (1949)
- Andaz (1949)
- Pyaar (1950)
- Meena Bazaar (1950)
- Khel (1950)
- Jogan (1950)
- Jan Pahechan (1950)
- Chhoti Bhabhi (1950)
- Babul (1950)
- Aadhi Raat (1950)
- Saagar (1951)
- Pyar Ki Baaten (1951)
- Hulchul (1951)
- Deedar (1951)
- Awaara (1951)
- Sheesha (1952)
- Bewafa (1952)
- Ashiana (1952)
- Anhonee (1952)
- Amber (1952)
- Shikast (1953)
- Paapi (1953)
- Dhoon (1953)
- Aah (1953)
- Angarey (1954)
- Shree 420 (1955)
- Jagte Raho (1956)
- Chori Chori (1956)
- Pardesi
- Mother India (1957)
- Lajwanti (1958)
- Ghar Sansar (1958)
- Adalat (1958)
- Yaadein (1964)
- Raat Aur Din (1967)
- Tosa oneira stous dromous (1968)